# 아리크 에어
아리크 에어(영어: Arik Air)는 나이지리아 라고스에 본사를 두고 있는 항공사로 허브 공항은 무르탈라 모하메드 국제공항, 은남디 아지키웨 국제공항이 있다.

## 역사
2002년에 설립되어 2006년 10월 30일 라고스 ~ 아부자 국내선 정기 노선을 운항하기 시작했다. 이후에 노선망을 확대하고 2008년 12월 최초로 국제선 노선인 라고스 ~ 런던 간 운항을 시작했다. 현재 나이지리아에 있는 모든 항공 수요의 절반 가까이를 차지하는 규모로 성장하고 있다. 한편 2011년에 5대의 보잉 777-300ER 기종을 도입할 예정이였으나 주문을 취소했다.

## 운항 노선
- 2012년 5월 기준으로 아리크 에어는 다음과 같은 노선을 운항하고 있다.

## 보유 기종

### 현재 사용하는 기종
- 2019년 6월 기준으로 아리크 에어는 다음과 같은 기종을 보유하고 있다.[2][3]

## 사진

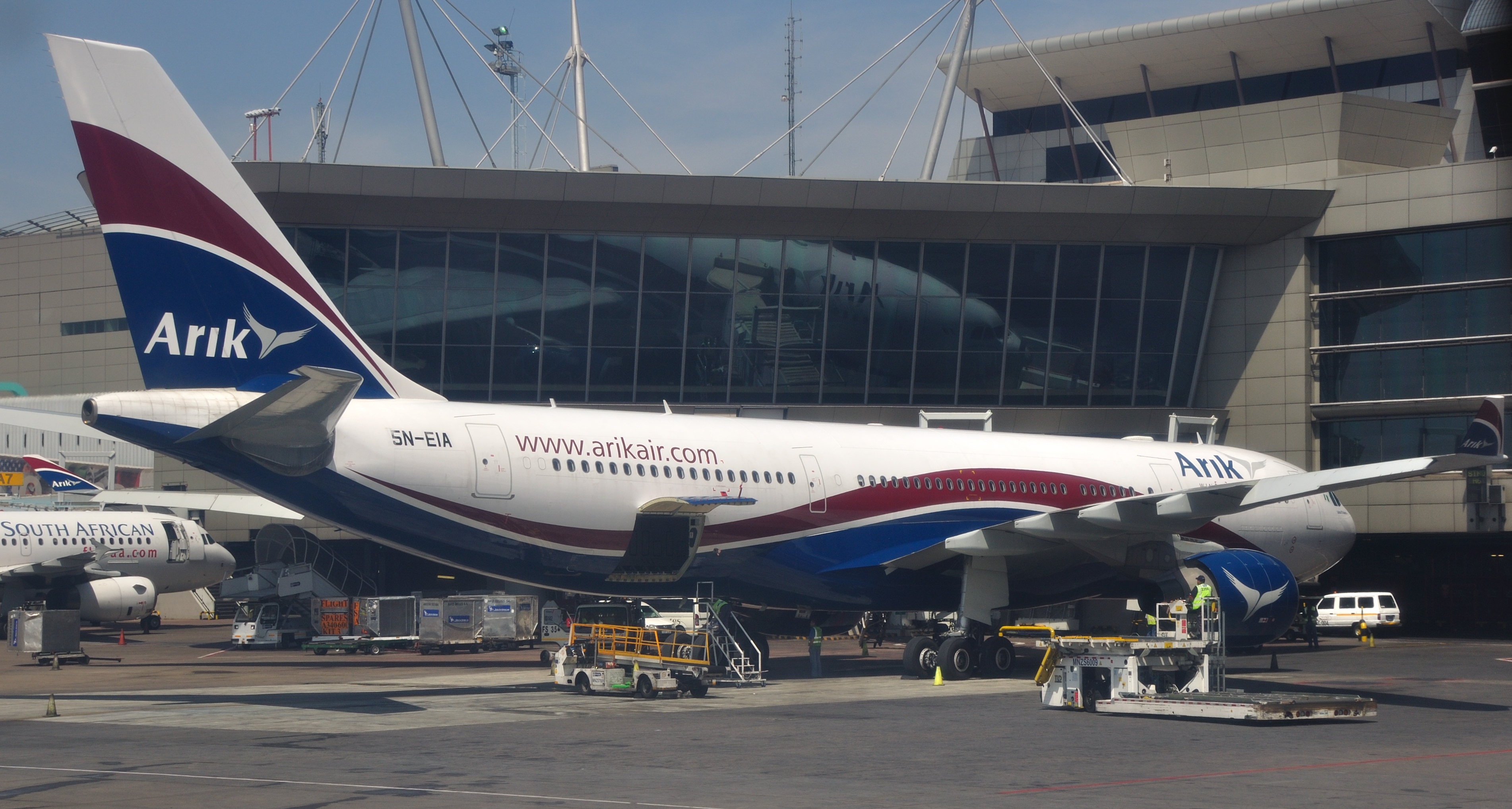
아리크 에어의 에어버스 A330-200
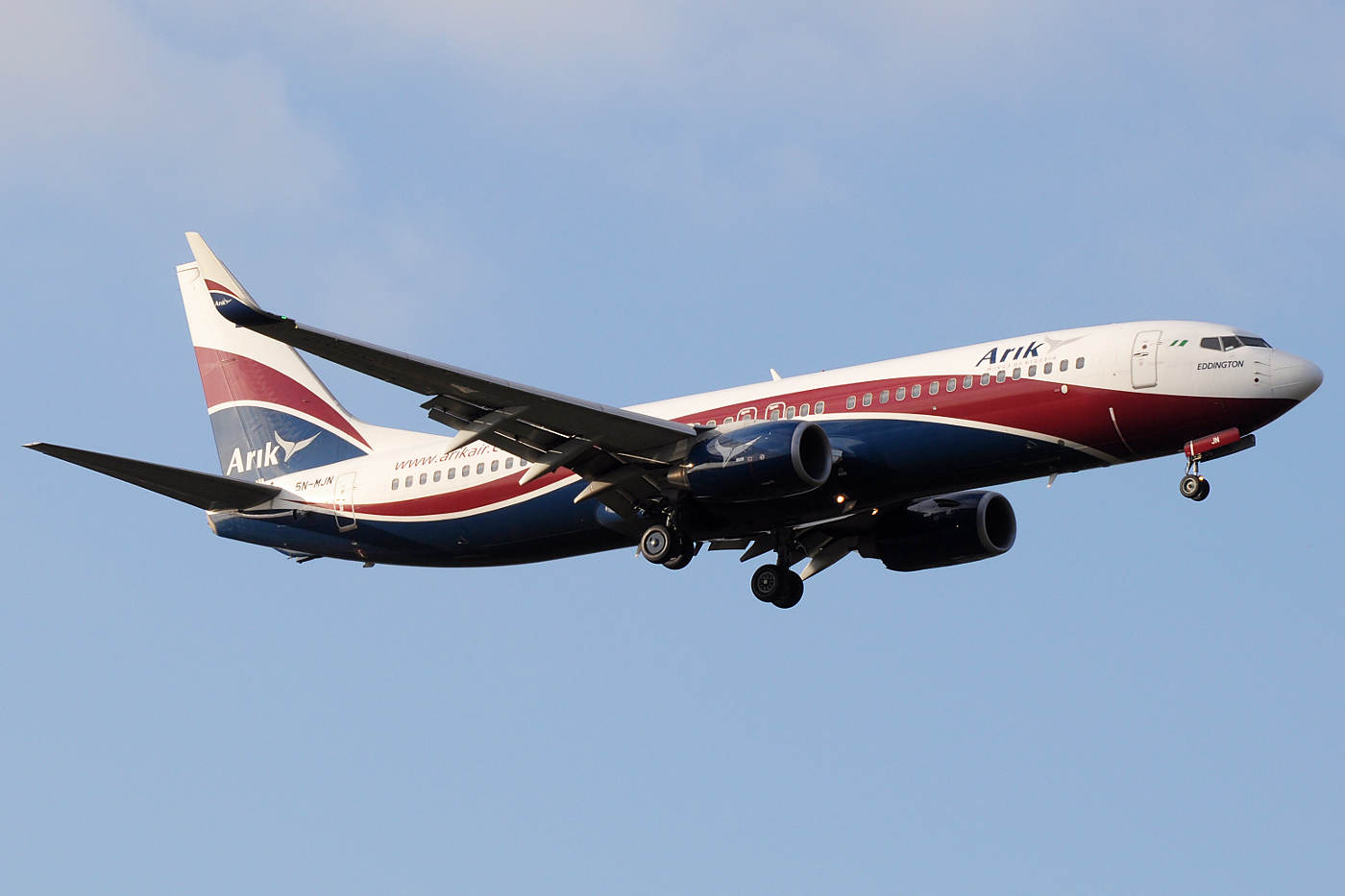
아리크 에어의 보잉 737-800
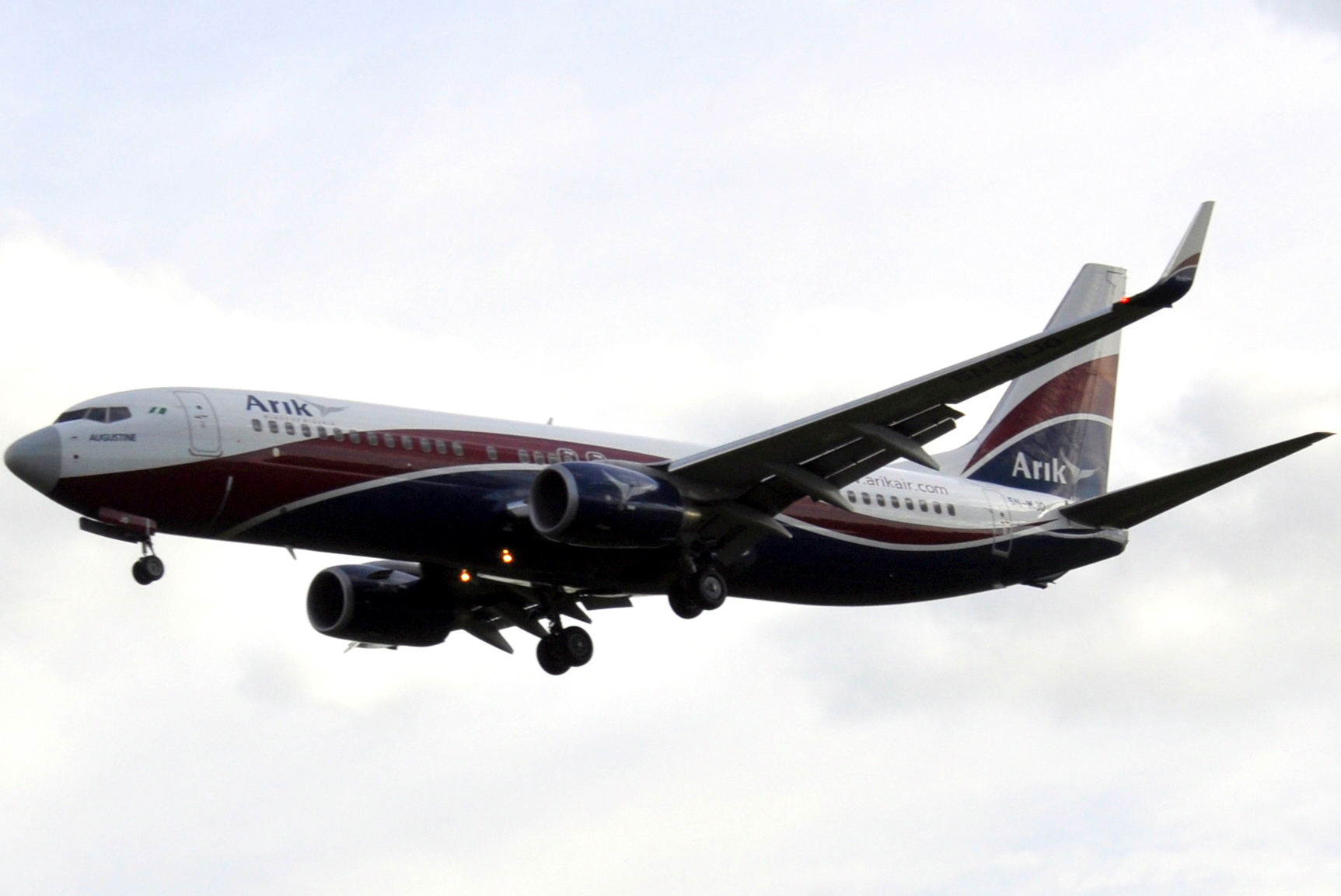
아리크 에어의 보잉 737-800